# Столар
Столар је занатлија, који производи и поправља дрвени намештај, дрвене делове грађевина, прозоре, врата као и друге предмете од дрвета.

## Порекло речи
Код словенских језика у употреби је реч столар, која је одвођена од речи стол слично као код немачке речи der Tischler од der Tisch — „стол”.

## Подела
- столари који израђују намештај
- грађевински столари
- уметнички столари
- моделари

## Историја
Столарство је јако стар занат, које је било необично савршено још у најстарија времена. Традиционални столарски алати су познати још у старом Египту. У Европи се столарство раширило у средњем веку када је прости свет почео да користи столарски намештај. На основу тога који је тип намештаја преовладавао су ове занатлије добиле име. У енглеском језику се тесари и столари називају истим словом.